# Hemichromis fasciatus
Hémichromis rayé
Espèce
Hemichromis fasciatus, l’Hémichromis rayé, est une espèce africaine de poissons d'eau douce de la famille des Cichlidae.

## Répartition
Ce poisson se rencontre depuis la Mauritanie jusqu'à l'Éthiopie. Sa présence est rare en Égypte (lac Menzaleh). Au Soudan il est présent dans le lac No et, en Éthiopie, dans la rivière Barou. En Afrique de l'Ouest, il se rencontre dans la majorité des bassins allant de la côte d'Ivoire au Zimbabwe.

## Description
Hemichromis fasciatus peut mesurer jusqu'à 210 mm, queue non comprise, et son poids maximal enregistré est de 300 g.
Ce poisson a des couleurs allant du jaune au vert avec des reflets bronze. Il présente cinq grandes taches ovales noires et brillantes sur les côtés du corps. Les spécimens plus âgés présentent un point rouge brique sur chaque écaille. Sa bouche est grande et large.

## Aquariophilie
Cette espèce est extrêmement agressive au point que les spécimen doivent être séparer dans les aquariums.

### Alimentation
Jusqu'à une taille de 20 mm, les juvéniles se nourrissent de phytoplancton puis, de 20 à 45 mm, de crustacés et les larves d'insectes. À partir de 50 mm ils deviennent carnivores et peuvent s'attaquer aux poissons passant à leur portée.

## Dénomination
Ce poisson porte le nom vernaculaire d'Hémichromis rayé dans les magasins aquariophiles.

## Systématique
Le nom valide complet (avec auteur) de ce taxon est Hemichromis fasciatus Peters, 1857,.
Hemichromis fasciatus a pour synonymes :
- Hemichromis desguezii Rochebrune, 1880
- Hemichromis leiguardii de Brito Capello, 1873

### Étymologie
Son épithète spécifique, du latin fasciatus, « rayé », fait référence au bandes verticales noires sur ces côtés (ou, plus exactement, aux taches allongées)

### Publication originale
- (de + la) W. Peters, « Neue Gattung von Chromiden », Monatsberichte der Königlichen Preussischen Akademie der Wissenschaften zu Berlin, Berlin, vol. 1857,‎ août 1857, p. 403 (lire en ligne, consulté le 22 juillet 2025)